# Lago Buhlbach
El lago Buhlbach (en alemán: Buhlbachsee) es un lago situado en la región administrativa de Freudenstadt, en el estado de Baden-Württemberg (Alemania), a una elevación de 785 metros; tiene un área de 1.26 hectáreas. 

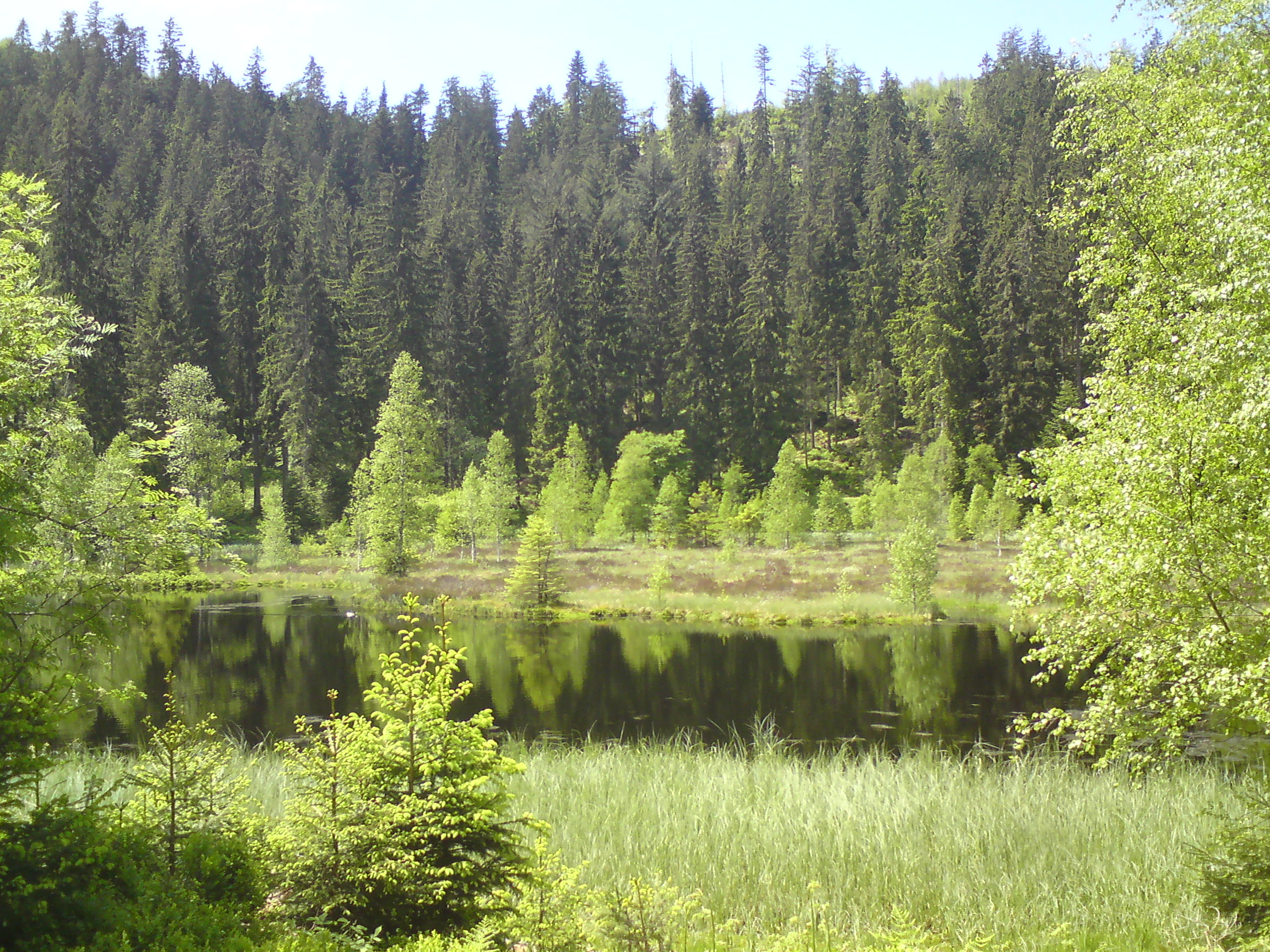

## Características
Es un tarn, es decir, un lago de montaña o estanque, formado en un circo excavado por un glaciar. Desde el 1 de enero de 2014 forma parte del parque natural de la Selva Negra.